# تیککوددایمادو
تیککوددایمادو (به لاتین: Thikkoddaimadu) یک منطقهٔ مسکونی در سری‌لانکا است که در استان شمالی (سری‌لانکا) واقع شده‌است.